# Рослини Одеської області, занесені до Червоної книги України
Список рослин Одеської області, занесених до Червоної книги України.

## Статистика
До списку входить 140 видів рослин, з них:
- Судинних рослин — 101;
- Мохоподібних — 1;
- Водоростей — 29;
- Лишайників — 3;
- Грибів — 6.

Серед них за природоохоронним статусом: 
- Вразливих — 69;
- Рідкісних — 37;
- Недостатньо відомих  — 2;
- Неоцінених — 20;
- Зникаючих — 12;
- Зниклих у природі — 0;
- Зниклих — 0.

## Список видів
| № п/п | Українська назва виду                                                                    | Латинська назва виду                                              | Природоохоронний статус | Група           |
| ----- | ---------------------------------------------------------------------------------------- | ----------------------------------------------------------------- | ----------------------- | --------------- |
| 1     | Альдрованда пухирчаста                                                                   | Aldrovanda vesiculosa L.                                          | Рідкісний               | Судинні рослини |
| 2     | Астрагал безстрілковий                                                                   | Astragalus exscapus L.                                            | Рідкісний               | Судинні рослини |
| 3     | Астрагал Геннінга                                                                        | Astragalus henningii (Steven) Boriss.                             | Рідкісний               | Судинні рослини |
| 4     | Астрагал дніпровський                                                                    | Astragalus borysthenicus Klokov                                   | Рідкісний               | Судинні рослини |
| 5     | Астрагал одеський                                                                        | Astragalus odessanus Besser                                       | Рідкісний               | Судинні рослини |
| 6     | Астрагал понтійський                                                                     | Astragalus ponticus Pall.                                         | Вразливий               | Судинні рослини |
| 7     | Астрагал сизий                                                                           | Astragalus glaucus M.Bieb.                                        | Вразливий               | Судинні рослини |
| 8     | Астрагал шерстистоквітковий                                                              | Astragalus dasyanthus Pall.                                       | Вразливий               | Судинні рослини |
| 9     | Берека (горобина берека)                                                                 | Sorbus torminalis (L.) Crantz                                     | Неоцінений              | Судинні рослини |
| 10    | Білопечериця дівоча, гриб-зонтик дівочий                                                 | Leucoagaricus nympharum (Kalchbr.) Bon                            | Рідкісний               | Гриби           |
| 11    | Білоцвіт літній                                                                          | Leucojum aestivum L.                                              | Вразливий               | Судинні рослини |
| 12    | Брандушка різнобарвна (пізньоцвіт різнобарвний)                                          | Bulbocodium versicolor (Ker Gawl.) Spreng.                        | Вразливий               | Судинні рослини |
| 13    | Бріопсіс адріатичний                                                                     | Bryopsis adriatica (J. Agardh) Menegh.                            | Вразливий               | Водорості       |
| 14    | Булатка великоквіткова                                                                   | Cephalanthera damasonium (Mill.) Druce                            | Рідкісний               | Судинні рослини |
| 15    | Бурачок Борзи                                                                            | Alyssum borzaeanum Nyör.                                          | Вразливий               | Судинні рослини |
| 16    | Бурачок савранський                                                                      | Alyssum savranicum Andrz.                                         | Зникаючий               | Судинні рослини |
| 17    | Вайда прибережна                                                                         | Isatis littoralis Steven ex DC.                                   | Вразливий               | Судинні рослини |
| 18    | Відкасник татарниколистий, дев'ятисил татарниколистий                                    | Carlina onopordifolia Besserex Szafer, Kulcz. et Pawł.            | Вразливий               | Судинні рослини |
| 19    | Водяний горіх плаваючий                                                                  | Trapa natans L. s.l.                                              | Неоцінений              | Судинні рослини |
| 20    | Вошерія прибережна                                                                       | Vaucheria litorea Hoffm.-Bang. et C.Agardh                        | Рідкісний               | Водорості       |
| 21    | Гвоздика бесарабська                                                                     | Dianthus bessarabicus Klokov                                      | Зникаючий               | Судинні рослини |
| 22    | Гельмінтора розчепірена                                                                  | Helminthora divaricata (C. Agardh) J. Agardh                      | Вразливий               | Водорості       |
| 23    | Гіацинтик Палласів                                                                       | Hyacinthella pallasiana (Steven) Losinsk.                         | Вразливий               | Судинні рослини |
| 24    | Гніздівка звичайна                                                                       | Neottia nidus-avis (L.) Rich.                                     | Неоцінений              | Судинні рослини |
| 25    | Горицвіт весняний                                                                        | Adonis vernalis L.                                                | Неоцінений              | Судинні рослини |
| 26    | Горицвіт волзький                                                                        | Adonis wolgensis Steven ex DC.                                    | Неоцінений              | Судинні рослини |
| 27    | Дрік чотиригранний                                                                       | Genista tetragona Besser                                          | Зникаючий               | Судинні рослини |
| 28    | Евпогодон короткогострокінцевий                                                          | Eupogodon apiculata (C. Agardh) P.C. Silva                        | Вразливий               | Водорості       |
| 29    | Ектокарпус стручкуватий                                                                  | Ectocarpus siliculosus (Dillw.) Lyngb. var. hiemalis              | Вразливий               | Водорості       |
| 30    | Ентероморфа азовська                                                                     | Enteromorpha maeotica roschk.-Lavr.                               | Рідкісний               | Водорості       |
| 31    | Жостір фарбувальний                                                                      | Rhamnus tinctoria Waldst. et Kit.                                 | Рідкісний               | Судинні рослини |
| 32    | Зіновать Пачоського, рокитничок Пачоського                                               | Chamaecytisus paczoskii (V. Krecz.) Klásk.                        | Рідкісний               | Судинні рослини |
| 33    | Зморшок степовий                                                                         | Morchella steppicola Zerova.                                      | Рідкісний               | Гриби           |
| 34    | Зозульки м'ясочервоні (пальчатокорінник м'ясочервоний)                                   | Dactylorhiza incarnata (L.) Soy s.l.                              | Вразливий               | Судинні рослини |
| 35    | Зозульки травневі (пальчатокорінник травневий)                                           | Dactylorhiza majalis (Rchb.) P.F.Hunt et Summerhayes s.l.         | Рідкісний               | Судинні рослини |
| 36    | Золотобородник цикадовий                                                                 | Chrysopogon gryllus (L.) Trin.                                    | Вразливий               | Судинні рослини |
| 37    | Карагана скіфська                                                                        | Caragana scythica (Kom.) Pojark.                                  | Вразливий               | Судинні рослини |
| 38    | Катран морський                                                                          | Crambe maritima L.                                                | Вразливий               | Судинні рослини |
| 39    | Катран пірчастонадрізаний                                                                | Crambe pinnatifida W.T.Aiton                                      | Вразливий               | Судинні рослини |
| 40    | Катран татарський                                                                        | Crambe tataria Sebeyk                                             | Вразливий               | Судинні рослини |
| 41    | Катран шорсткий                                                                          | Crambe aspera М. Bieb.                                            | Вразливий               | Судинні рослини |
| 42    | Кендир венеційський (кендир сарматський, кендир кримський, кендир Русанова)              | Trachomitum venetum (L.) Woodson s.l.                             | Вразливий               | Судинні рослини |
| 43    | Кладостефус кільчастий                                                                   | Cladostephus verticillatus (Lightf.) C. Agardh                    | Рідкісний               | Водорості       |
| 44    | Кладофора вадорська                                                                      | Cladophora vadorum (Aresch.) Kütz.                                | Рідкісний               | Водорості       |
| 45    | Кладофора далматська                                                                     | Cladophora dalmatica Kütz.                                        | Рідкісний               | Водорості       |
| 46    | Клокичка периста                                                                         | Staphylea pinnata L.                                              | Рідкісний               | Судинні рослини |
| 47    | Ковила волосиста                                                                         | Stipa capillata L.                                                | Неоцінений              | Судинні рослини |
| 48    | Ковила вузьколиста                                                                       | Stipa tirsa Steven                                                | Вразливий               | Судинні рослини |
| 49    | Ковила Лессінга                                                                          | Stipa lessingiana Trin. et Rupr.                                  | Неоцінений              | Судинні рослини |
| 50    | Ковила найкрасивіша                                                                      | Stipa pulcherrima K. Koch                                         | Вразливий               | Судинні рослини |
| 51    | Ковила пірчаста                                                                          | Stipa pennata L.                                                  | Вразливий               | Судинні рослини |
| 52    | Ковила пухнастолиста                                                                     | Stipa dasyphylla (Czern. ex Lindem.) Trautv.                      | Вразливий               | Судинні рослини |
| 53    | Ковила травнева                                                                          | Stipa majalis Klokov                                              | Недостатньо відомий     | Судинні рослини |
| 54    | Ковила українська                                                                        | Stipa ucrainica P. Smirn.                                         | Неоцінений              | Судинні рослини |
| 55    | Ковила шорстка                                                                           | Stipa asperella Klokov et Ossycznjuk                              | Недостатньо відомий     | Судинні рослини |
| 56    | Кодіум черв'якуватий                                                                     | Codium vermilara (Olivi) Delle Chiaje                             | Рідкісний               | Водорості       |
| 57    | Короличка пізня                                                                          | Leucanthemella serotina (L.) Tzvelev.                             | Зникаючий               | Судинні рослини |
| 58    | Коручка болотна                                                                          | Epipactis palustris (L.) Crantz                                   | Вразливий               | Судинні рослини |
| 59    | Коручка пурпурова                                                                        | Epipactis purpurata Smith                                         | Рідкісний               | Судинні рослини |
| 60    | Коручка чемерникоподібна (коручка широколиста)                                           | Epipactis helleborine (L.) Crantz                                 | Неоцінений              | Судинні рослини |
| 61    | Ксантопармелія грубозморшкувата, неофусцелія грубозморшкувата, пармелія грубозморшкувата | Xanthoparmelia ryssolea (Ach.) O. Blanco et al.                   | Вразливий               | Лишайники       |
| 62    | Ксантопармелія загорнута, ксантопармелія камчадальська, пармелія блукаюча                | Xanthoparmelia convoluta (Krempelh.) Hale                         | Вразливий               | Лишайники       |
| 63    | Курай туполистий                                                                         | Salsola mutica C. A. Mey.                                         | Вразливий               | Судинні рослини |
| 64    | Ласкавець тонкий                                                                         | Bupleurum tenuissimum L.                                          | Вразливий               | Судинні рослини |
| 65    | Лілія лісова                                                                             | Lilium martagon L.                                                | Неоцінений              | Судинні рослини |
| 66    | Лорансія чашоподібна                                                                     | Laurencia coronopus J.Agardh                                      | Рідкісний               | Водорості       |
| 67    | Лофосифонія повзуча                                                                      | Lophosiphonia reptabunda (Suhr.) Kylin                            | Рідкісний               | Водорості       |
| 68    | Любка дволиста                                                                           | Platanthera bifolia (L.) Rich.                                    | Неоцінений              | Судинні рослини |
| 69    | Любка зеленоквіткова                                                                     | Platanthera chlorantha (Cust.) Rchb.                              | Рідкісний               | Судинні рослини |
| 70    | Льон бесарабський                                                                        | Linum basarabicum (Savul. et Rayss) Klokov ex Juz.                | Неоцінений              | Судинні рослини |
| 71    | Льонок бессарабський                                                                     | Linaria bessarabica Kotov                                         | Вразливий               | Судинні рослини |
| 72    | Марсилея чотирилиста                                                                     | Marsilea quadrifolia L.                                           | Вразливий               | Судинні рослини |
| 73    | Меч-трава болотна                                                                        | Cladium mariscus (L.) Pohl s.l.                                   | Вразливий               | Судинні рослини |
| 74    | Молочай густоволохатоплодий                                                              | Euphorbia valdevillosocarpa Arvat et Nyár.                        | Зникаючий               | Судинні рослини |
| 75    | Морківниця прибережна (зореморквиця прибережна)                                          | Astrodaucus littoralis (M.Bieb.) Drude                            | Вразливий               | Судинні рослини |
| 76    | Мутин собачий                                                                            | Mutinus caninus (Huds.) Fr.                                       | Рідкісний               | Гриби           |
| 77    | Мухомор щетинистий                                                                       | Amanita solitaria (Bull.) Fr.                                     | Зникаючий               | Гриби           |
| 78    | Нітелопсіс притуплений                                                                   | Nitellopsis obtusa (Desv. inLoisel) J. Groves                     | Рідкісний               | Водорості       |
| 79    | Осінник пізньоцвітовий (штернбергія пізньоцвітова)                                       | Sternbergia colchiciflora Waldst. ex Kit.                         | Вразливий               | Судинні рослини |
| 80    | Осмундея гібридна                                                                        | Osmundea hybrida (DC.) K.W.Nam in K.W. Nam, Maggs & Garbary       | Вразливий               | Водорості       |
| 81    | Осока блискуча                                                                           | Carex liparocarpos Gaud.                                          | Зникаючий               | Судинні рослини |
| 82    | Осока житня                                                                              | Carex secalina Willd. ex Wahlenb.                                 | Вразливий               | Судинні рослини |
| 83    | Оставник одеський (гімноспермій одеський)                                                | Gymnospermium odessanum (DC.) Takht.                              | Вразливий               | Судинні рослини |
| 84    | Палімбія солончакова                                                                     | Palimbia salsa (L. f.) Besser                                     | Вразливий               | Судинні рослини |
| 85    | Півники понтичні                                                                         | Iris pontica Zapał.                                               | Вразливий               | Судинні рослини |
| 86    | Півонія тонколиста                                                                       | Paeonia tenuifolia L.                                             | Вразливий               | Судинні рослини |
| 87    | Підсніжник білосніжний (підсніжник звичайний)                                            | Galanthus nivalis L.                                              | Неоцінений              | Судинні рослини |
| 88    | Підсніжник Ельвеза                                                                       | Galanthus elwesii Hook.f.                                         | Вразливий               | Судинні рослини |
| 89    | Пізньоцвіт анкарський                                                                    | Colchicum ancyrense B.L.Burtt                                     | Вразливий               | Судинні рослини |
| 90    | Пізньоцвіт Фоміна                                                                        | Colchicum fominii Bordz.                                          | Вразливий               | Судинні рослини |
| 91    | Пізоліт безкореневий                                                                     | Pisolithus arrhizus (Scop.: Pers.) S. Rauschert                   | Рідкісний               | Гриби           |
| 92    | Пілайєла прибережна                                                                      | Pylaiella littoralis (L.) Kjellm.                                 | Рідкісний               | Водорості       |
| 93    | Пілюльниця куленосна (кульківник куленосний)                                             | Pilularia globulifera L.                                          | Зникаючий               | Судинні рослини |
| 94    | Плавун щитолистий                                                                        | Nymphoides peltata (S.G.Gmel.) Kuntze                             | Вразливий               | Судинні рослини |
| 95    | Плодоріжка болотна (зозулинець болотний)                                                 | Anacamptis palustris (Jacq.) R.M. Bateman, Pridgeon et M.W. Chase | Вразливий               | Судинні рослини |
| 96    | Плодоріжка рідкоквіткова (зозулинець рідкоквітковий)                                     | Anacamptis laxiflora (Lam.) R.M. Bateman, Pridgeon et M.W. Chase  | Вразливий               | Судинні рослини |
| 97    | Плодоріжка салепова (зозулинець салеповий)                                               | Anacamptis morio (L.) R.M. Bateman, Pridgeon et M.W. Chase        | Вразливий               | Судинні рослини |
| 98    | Полісифонія дрібношипова                                                                 | Polysiphonia spinulosa Grev.                                      | Вразливий               | Водорості       |
| 99    | Птеригоневр Козлова                                                                      | Pterygoneurum kozlovii Laz.                                       | Рідкісний               | Мохоподібні     |
| 100   | Пунктарія хвиляста                                                                       | Punctaria tenuissima (C. Agardh) Grev.                            | Рідкісний               | Водорості       |
| 101   | Пунктарія широколиста                                                                    | Punctaria latifolia Grev.                                         | Рідкісний               | Водорості       |
| 102   | Пустельниця головчаста                                                                   | Eremogone cephalotes (M.Bieb.) Fenzl                              | Рідкісний               | Судинні рослини |
| 103   | Редька приморська                                                                        | Raphanus maritimus Sm. s.l.                                       | Вразливий               | Судинні рослини |
| 104   | Рогіз малий                                                                              | Typha minima Funk.                                                | Зникаючий               | Судинні рослини |
| 105   | Родохортон пурпуровий                                                                    | Rhodochorton purpureum (Lightf.) Rosenv.                          | Рідкісний               | Водорості       |
| 106   | Рябчик гірський                                                                          | Fritillaria montana Hoppe                                         | Зникаючий               | Судинні рослини |
| 107   | Рябчик руський                                                                           | Fritillaria ruthenica Wikstr.                                     | Вразливий               | Судинні рослини |
| 108   | Рястка Буше                                                                              | Ornithogalum boucheanum (Kunth) Asch.                             | Неоцінений              | Судинні рослини |
| 109   | Рястка відігнута                                                                         | Ornithogalum refractum Kit. ex Schltdl.                           | Вразливий               | Судинні рослини |
| 110   | Рястка гірська                                                                           | Ornithogalum oreoides Zahar.                                      | Вразливий               | Судинні рослини |
| 111   | Рястка двозначна                                                                         | Ornithogalum amphibolum Zahar.                                    | Зникаючий               | Судинні рослини |
| 112   | Сальвінія плаваюча                                                                       | Salvinia natans (L.) All.                                         | Неоцінений              | Судинні рослини |
| 113   | Сокироносиця струнка (вязіль стрункий)                                                   | Securigera elegans (Pančić) Lassen                                | Вразливий               | Судинні рослини |
| 114   | Сон великий                                                                              | Pulsatilla grandis Wender.                                        | Вразливий               | Судинні рослини |
| 115   | Сон лучний (сон чорніючий, сон богемський)                                               | Pulsatilla pratensis (L.) Mill. s.l.                              | Неоцінений              | Судинні рослини |
| 116   | Сон розкритий                                                                            | Pulsatilla patens (L.) Mill. s.l.                                 | Неоцінений              | Судинні рослини |
| 117   | Сперматохнус особливий                                                                   | Spermatochnus paradoxus (Roth) Kütz.                              | Вразливий               | Водорості       |
| 118   | Стигеоклоніум пучкуватий                                                                 | Stigeoclonium fasciculare Kütz.                                   | Вразливий               | Водорості       |
| 119   | Стилофора ніжна                                                                          | Stilophora tenella (Esper) P.C.Silva                              | Вразливий               | Водорості       |
| 120   | Стілонема альсіді                                                                        | Stylonema alsidii (Zanardini) K.M. Drew                           | Рідкісний               | Водорості       |
| 121   | Сугайник угорський                                                                       | Doronicum hungaricum Rchb.f.                                      | Рідкісний               | Судинні рослини |
| 122   | Сфацелярія карликова                                                                     | Sphacelaria nana Nägeli ex Kütz.                                  | Вразливий               | Водорості       |
| 123   | Тюльпан бузький                                                                          | Tulipa hypanica Klokov et Zoz                                     | Вразливий               | Судинні рослини |
| 124   | Тюльпан дібровний                                                                        | Tulipa quercetorum Klokovet Zoz                                   | Вразливий               | Судинні рослини |
| 125   | Тюльпан Шренка                                                                           | Tulipa schrenkii Regel                                            | Вразливий               | Судинні рослини |
| 126   | Філофора псевдорогата                                                                    | Phyllophora pseudoceranoides (S.G.Gmel.) Newroth et R.A. Taylor   | Зникаючий               | Водорості       |
| 127   | Флокулярія Рікена                                                                        | Floccularia rickenii (Bohus) Wasser                               | Вразливий               | Гриби           |
| 128   | Франкенія припорошена                                                                    | Frankenia pulverulenta L.                                         | Вразливий               | Судинні рослини |
| 129   | Хара Брауна                                                                              | Chara braunii C.C. Gmellin                                        | Вразливий               | Водорості       |
| 130   | Хара сивіюча                                                                             | Chara canescens Desv. et Loisel in Loisel                         | Рідкісний               | Водорості       |
| 131   | Холодок Палласа (холодок коротколистий)                                                  | Asparagus pallasii Miscz.                                         | Вразливий               | Судинні рослини |
| 132   | Хроодактилон Волле                                                                       | Chroodactylon wolleanum Hansg.                                    | Рідкісний               | Водорості       |
| 133   | Хроодактилон розгалужений                                                                | Chroodactylon ramosum (Thwait.) Hansg.                            | Рідкісний               | Водорості       |
| 134   | Цетрарія степова, целокаулон степовий, корнікулярія степова                              | Cetraria steppae (Savicz) Kärnef.                                 | Вразливий               | Лишайники       |
| 135   | Цибуля круглонога                                                                        | Allium sphaeropodum Klokov                                        | Вразливий               | Судинні рослини |
| 136   | Цибуля савранська                                                                        | Allium savranicum Besser                                          | Вразливий               | Судинні рослини |
| 137   | Шафран Гейфелів                                                                          | Crocus heuffelianus Herb.                                         | Неоцінений              | Судинні рослини |
| 138   | Шафран сітчастий                                                                         | Crocus reticulatus Steven ex Adams                                | Неоцінений              | Судинні рослини |
| 139   | Шиверекія подільська                                                                     | Schivereckia podolica (Besser) Andrz. ex DC.                      | Неоцінений              | Судинні рослини |
| 140   | Ясенець білий                                                                            | Dictamnus albus L.                                                | Рідкісний               | Судинні рослини |